# أندري بريبيليتسا
أندري بريبيليتسا (بالرومانية: Andrei Prepeliță)‏ (مواليد 8 ديسمبر 1985) هو لاعب كرة قدم. يلعب مع منتخب رومانيا لكرة القدم. سبق له أن لعب في بطولة أمم أوروبا لكرة القدم 2016 مع منتخب بلاده.

## روابط خارجية
- أندري بريبيليتسا على موقع الاتحاد الأوربي (الإنجليزية)
- أندري بريبيليتسا على موقع قاعدة بيانات كرة القدم.إي يو (الإنجليزية)
- أندري بريبيليتسا على موقع ناشيونال فوتبول تيمز (الإنجليزية)
- أندري بريبيليتسا على موقع Soccerway.com (الإنجليزية)
- أندري بريبيليتسا على موقع عالم كرة القدم.نت (الإنجليزية)
- أندري بريبيليتسا على موقع AS.com (الإسبانية)